# Operário Futebol Clube
Maillots
L'Operário Futebol Clube est un club brésilien de football basé à Campo Grande dans l'État du Mato Grosso do Sul.

## Palmarès
- Championnat du Mato Grosso do Sul de football (13)
  - Champion : 1979, 1980, 1981, 1983, 1986, 1988, 1989, 1991, 1996, 1997, 2018, 2022, 2024